# Астахов, Иван Иванович
Ива́н Ива́нович Аста́хов (12 [25] марта 1915 — 11 мая 1984) — советский офицер, участник Великой Отечественной войны, командир миномётной роты 266-го стрелкового полка 93-й стрелковой дивизии 52-й армии Степного фронта, Герой Советского Союза (22.02.1944), старший лейтенант.

## Биография
Родился 12 (25) марта 1915 года в деревне Крутая Милотичской волости Мосальского уезда Калужской губернии (ныне Барятинского района Калужской области) в семье крестьянина. Русский. Окончил 6 классов. С 1932 года жил в Москве. Окончил школу ФЗУ при московском заводе «Компрессор». Работал на этом заводе слесарем.
В Красной армии в 1937—1939 годах и с 1941 года. На фронте в Великую Отечественную войну с 28 августа 1941 года.
Командуя стрелковым отделением на Западном фронте, вступил в бой с фашистскими захватчиками под городом Себеж Псковской области. Трое суток атаковали немцы участок, который он оборонял. Несколько раз поднимал своё отделение в контратаку, не раз вступал в рукопашную схватку, но с занятых позиций не отошёл. Мужественно дрался с фашистами и под городом Великие Луки. Здесь в одном из ожесточённых боёв был ранен.
Более месяца пролежал в госпитале. После выздоровления в 1942 году окончил курсы младших лейтенантов и получил назначение командиром миномётной роты в 93-ю стрелковую дивизию Калининского фронта. Здесь воевал до лета 1943 года.
В августе 1943 года 93-я стрелковая дивизия передислоцировалась с Калининского на Степной фронт и вошла в состав 52-й армии. Она практически «с колёс» вступила в ожесточённое сражение за город Зеньков Полтавской области. Когда некоторые подразделения были уже на окраинах города, противник открыл ураганный огонь и вынудил залечь наступающих. Тогда по вражеским огневым точкам ударили миномёты Астахова. Огонь врага прекратился. Этим немедленно воспользовались советские воины, которые ворвались в город.
В сентябре разгорелись кровопролитные бои на подступах к городу Миргород Полтавской области. Гитлеровцы намеревались любой ценой удержать город и взорвали все мосты через реку Хорол. Наши войска форсировали эту реку севернее города. При этом миномётная рота под его командованием обстреливала вражеские позиции. Вскоре враг отошёл от берега.
Когда начался штурм Миргорода, переправил свою роту на противоположный берег реки и, обойдя город с северо-запада, открыл огонь по отходящим обозам и колоннам автомашин врага. Миргород был взят.
В начале октября 1943 года полк Ивана Астахова вышел на Днепр. Миномётчикам было приказано первыми форсировать реку и захватить плацдарм на западном берегу.
6 октября 1943 года в районе села Пекари Каневского района Черкасской области миномётная рота под его командованием на лодках преодолела реку и с ходу вступила в бой. Захватив высоту, которая отделяла деревню Пекари от Каневского леса, советские воины заняли оборону. На роту миномётчиков бросилось до батальона вражеской пехоты. Бойцы встретили её мощным миномётным огнём. Гитлеровцы, прекратив наступление, открыли массированный артиллерийский и миномётный огонь по высоте. А вскоре последовала новая атака. Немцы окружили высоту. Ряды миномётчиков таяли. Иван Астахов приказал беречь снаряды и патроны. Оставшись одним уцелевшим, вступил в бой с врагом, поднимавшимся на высоту. В упор уничтожил семерых гитлеровцев из своего пистолета. Фашисты бросили гранату. Почти одновременно раздался последний, восьмой выстрел, который он произвёл, пытаясь покончить с собой.
Через некоторое время 266-й стрелковый полк, форсировавший Днепр, отбил у противника эту безымянную высоту. Гитлеровцы не успели даже унести своих убитых. Около ста пятидесяти немецких трупов окружали погибших миномётчиков. Павшие смертью храбрых воины были похоронены в братской могиле на месте боя. Иван Астахов считался погибшим.
Очнулся в немецком медицинском пункте. Фашисты утащили тяжело раненного разорвавшейся гранатой старшего лейтенанта, уничтожившего в бою лично около сорока гитлеровцев, мужественного воина, кроме того, выпустившего последнюю пулю в себя и по совершенной случайности выжившего при этом.
Два года пробыл в фашистском плену: в уманьском концентрационном лагере, на каменоломнях в Австрии. В апреле 1945 года он был освобождён советскими войсками. Пройдя через сито проверок в органах госбезопасности, и даже недолгое время проведя в советском лагере, за неимением доказательств измены Родине при попадании в плен, был выпущен на свободу.
Указом Президиума Верховного Совета СССР «О присвоении звания Героя Советского Союза офицерскому, сержантскому и рядовому составу Красной Армии» от 22 февраля 1944 года за «образцовое выполнение боевых заданий командования при форсировании реки Днепр, развитие боевых успехов на правом берегу реки и проявленные при этом отвагу и геройство» был удостоен звания Героя Советского Союза с вручением ордена Ленина и медали «Золотая Звезда».
Вернулся в Москву. Здесь нашла его высокая награда Родины — в Кремле ему были вручены орден Ленина и медаль «Золотая Звезда» (№ 6652).
В 1945 году вышел в запас в звании старшего лейтенанта. Жил в городе Москве. Более 30-и лет работал старшим мастером на заводе «Компрессор».
Только в канун 20-летия Победы ветеранский комитет 93-й Миргородской стрелковой дивизии узнал о том, что считавшийся погибшим на западном берегу Днепра Герой Советского Союза И. И. Астахов жив. 9 мая 1965 года в Москве состоялась незабываемая встреча однополчан с воскресшим из мёртвых Героем.
Умер 11 мая 1984 года. Похоронен в Москве.

## Награды
- Медаль «Золотая Звезда» Героя Советского Союза (№ 6652)
- Орден Ленина
- Медали, в том числе:
  - Медаль «За победу над Германией в Великой Отечественной войне 1941—1945 гг.»
  - Юбилейная медаль «Двадцать лет Победы в Великой Отечественной войне 1941—1945 гг.»
  - Юбилейная медаль «Тридцать лет Победы в Великой Отечественной войне 1941—1945 гг.»